# Тайгър Бей
„Тайгър Бей“ (на английски: Tiger Bay) е британска криминална драма от 1959 година на режисьора Джей Лий Томпсън, разказваща за един полицейски инспектор, разследващ убийство, малко момиче, станало неволен свидетел на убийството и млад моряк, извършил престъплението в момент на страст. Филмът е един от основоположниците на „новата вълна в британското кино“.

## Сюжет
Кардиф, Уелс. Младият полски моряк Бронислав Корчински (Хорст Бухолц) се завръща от последното си плаване и отива да посети приятелката си Аня (Ивон Митчъл). Той с изненада установява, че в апартамента сега живее друга жена, Кристин (Шери). Хазяинът му казва, че е изгонил Аня и му дава новия и адрес, където също живее и малкото момиче Джили Евънс (Хейли Милс), която е сираче, заедно с леля си. Зад ангелското лице на Джили се крие душа на мъжкарана и прикрива факта, че тя е перманентен лъжец. Джили отчаяно желае да има играчка пистолет, за да може да играе с момчетата в квартала. Корчински пристига малко, след като Джили се е замесила в сбиване. Тя започва да го харесва веднага и го отвежда към блока, в който живее.
Корчински открива Аня в новия и апартамент, но тя не желае вече да има нищо общо с него. Чувствайки се самотна докато той е в морето, Аня е срещнала друг мъж, омъженият спортист Баркли (Антъни Доусън). Когато побеснелият от ревност Корчински я напада, Аня се защитава, насочвайки към него пистолет, но той и го взима и я прострелва смъртоносно. Джили става неволен свидетел на убийството, наблюдавайки през малък процеп във вратата на апартамента. Когато идва хазяинът, за да види на какво се дължи целия този шум, Джили се скрива в килера и когато Корчински скрива пистолета в близост до нея, тя го взима и се прибира в апартамента си. Баркли пристига да посети Аня, но я открива мъртва и бързо си тръгва. Малко по-късно един съсед се натъква на мъртвото тяло на жената и се обажда на полицията.
Сбъднала мечтата си да притежава пистолет и в желанието си да го запази за себе си, Джили лъже полицейския инспектор Греъм (Джон Милс) за това, което е видяла. Корчински я последва до черквата, в която има сватба, където Джили показва пистолета на едно момче, с което пеят заедно в черковния хор, и му дава един патрон. След това отива след нея на тавана на блока. Корчински и отнема пистолета, а след това те двамата се сприятеляват и той се съгласява да я отведе в морето при опита си да напусне страната. Корчински разбира, че венецуелският търговски кораб „Палома“ ще отплува от пристанището на следващата сутрин и Джили го отвежда на сигурно място извън града, където той я забавлява, разказвайки и за морските си приключения. Когато „Палома“ е готов за отплаване, Корчински убеждава Джили, че трябва да замине сам и се промъква на борда.
Междувременно полицията продължава разследването на убийството, а Джили е обявена за издирване. Майката на момчето, на което Джили е дала патрона, се натъква на него и детето казва на Греъм за пистолета. Кристин отнася в управлението снимка на Корчински, която е открила в апартамента си. Баркли признава, че пистолета е негов и че е посетил апартамента на Аня, след като тя е била убита. Хора, отишли на пикник в провинцията се натъкват на скривалището на Джили и я отвеждат в полицията. Там тя продължава да лъже и посочва Баркли като извършител на престъплението. С Баркли като заподозрян, Джили признава, че е видяла убийството и води Греъм в блока, за да му покаже от къде е наблюдавала, но неволно се изпуска, че убиеца е поляк. Джили отрича да познава Корчински, но Греъм я отвежда до яхтеното пристанище при доковете и с лодка настигат „Палома“ на три мили от брега, малко преди да напусне териториалните води.
В този момент Джили започва всячески да се опитва да попречи на разследването на Греъм. Когато на борда на кораба той я изправя очи в очи с Корчински, те двамата отричат да се познават. Въпреки това Греъм е решен да арестува Корчински, но капитана на кораба му попречва, боцмана се включва в заговора, извеждайки „Полома“ извън териториалните води и по този начин Корчински излиза извън юрисдикцията на британската полиция.
Джили пада зад борда докато се опитва да остане на кораба заедно с Корчински. Той вижда това и пренебрегвайки риска от евентуален арест, се гмурка след нея. Двамата са спасени и качени в полицейската лодка. След като Джили го прегръща, Корчински признава вината си, а Греъм го поздравява за смелостта, която е проявил, спасявайки Джили.

## В ролите
| Актьор          | Роля                            |
| --------------- | ------------------------------- |
| Джон Милс       | полицейския инспектор Греъм     |
| Хорст Бухолц    | Бронислав Корчински             |
| Хейли Милс      | Джили Евънс                     |
| Ивон Митчъл     | Аня Халуба                      |
| Мегс Дженкинс   | госпожа Филипс, лелята на Джили |
| Антъни Доусън   | Баркли                          |
| Джордж Селуей   | детектив Харви                  |
| Шери            | Кристин                         |
| Джордж Пастел   | капитана на „Полома“            |
| Пол Стасино     | боцмана на „Полома“             |
| Марн Мейтланд   | доктор Дас                      |
| Мередит Едуардс | бившия командир Уилямс          |
| Мариан Стоун    | госпожа Уилямс                  |
| Рейчъл Томас    | госпожа Пери                    |
| Браян Хамънд    | Дей Пери                        |
| Кенет Грифит    | ръководителя на църковния хор   |
| Ейнън Евънс     | господин Морган                 |
| Кристофър Роудс | инспектор Бриджс                |
| Едуард Каст     | детектив Томас                  |

## Продукция
Снимките на филма протичат в района на Кардиф - в района на квартал Бътитаун и доковете, известен като Тайгър Бей, откъдето е заимствано заглавието. Снимано е още в Нюпорт и на доковете Ейвънмоут в пристанището на Бристъл.

## Награди и номинации
- Награда БАФТА за най-обещаващ дебют в киното на Хейли Милс от 1960 година.
- Специална награда Сребърна мечка на Хейли Милс за изпълнението на ролята си във филма от Международния кинофестивал в Берлин през 1959 година.
- Номинация за БАФТА за най-добър филм от 1960 година.
- Номинация за БАФТА за най-добър британски филм от 1960 година.
- Номинация за БАФТА за най-добър британски сценарий на Джон Хоукисуърт и Шели Смит от 1960 година.
- Номинация за Златна мечка за най-добър филм от Международния кинофестивал в Берлин през 1959 година.